# Morancé
Morancé es una comuna francesa situada en el departamento de Ródano, de la región de Auvernia-Ródano-Alpes. Pertenece a la comunidad de comunas Beaujolais-Pierres Dorées.

## Geografía
Está situada a 18 kilómetros en el noroeste de Lyon y a 10 kilómetros en el sur de Villefranche-sur-Saône.

## Demografía
| 650 | 690 | 882 | 1 365 | 1 387 | 1 687 | 1 991 | 2 109 |
| Para los censos de 1962 a 1999 la población legal corresponde a la población sin duplicidades (Fuente: INSEE [Consultar]) |     |     |       |       |       |       |       |

## Lugares de interés
- La iglesia de Morancé (siglo XII), monumento histórico.

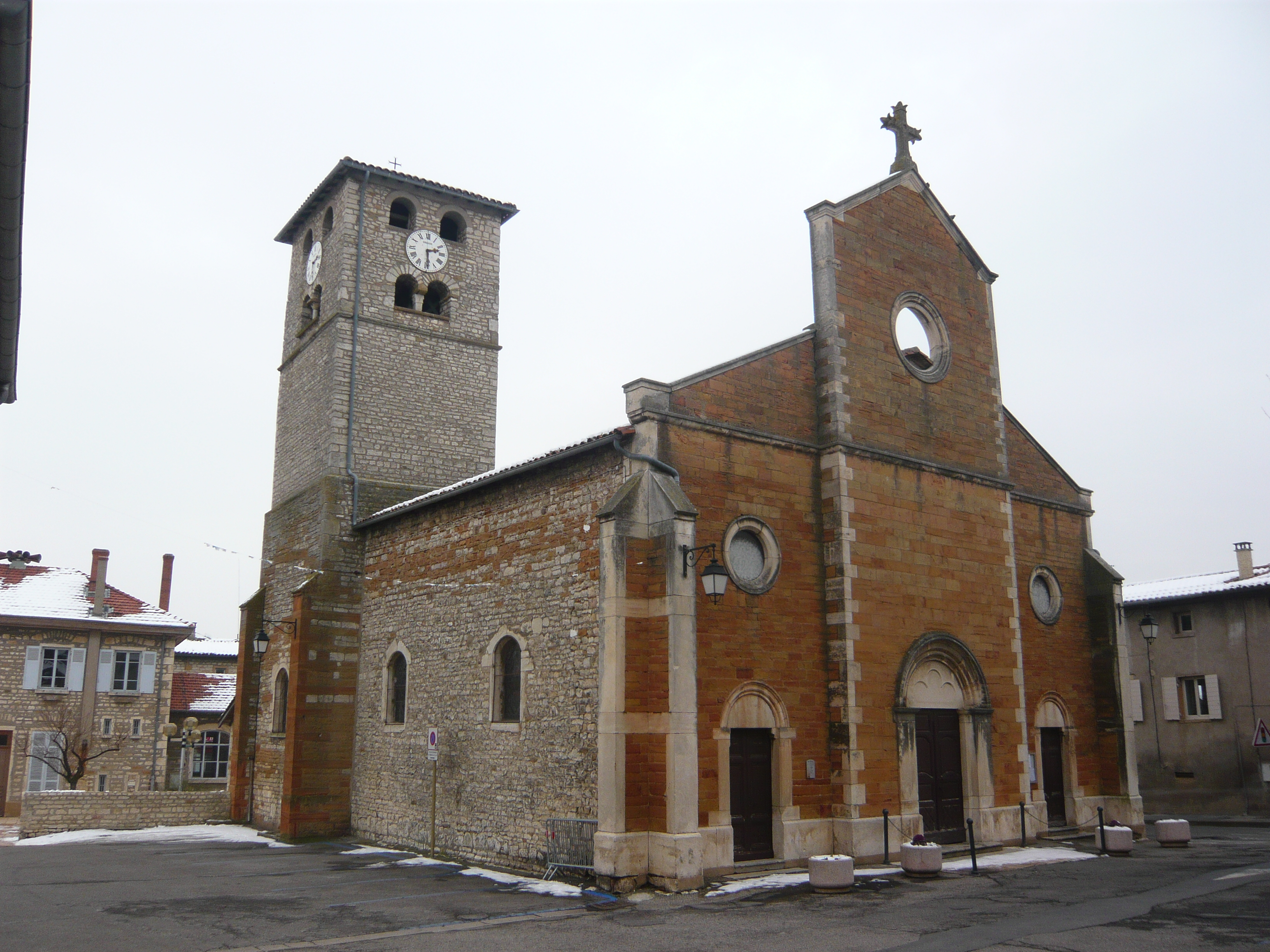
La iglesia de Morancé

- La casa fortificada de l'Izérable.
- La casa fortificada del Pin.